# Eosentomon gisini
Eosentomon gisini är en urinsektsart som beskrevs av Josef Nosek 1967. Eosentomon gisini ingår i släktet Eosentomon och familjen trakétrevfotingar. Inga underarter finns listade i Catalogue of Life.